# Troglohyphantes hadzii
Troglohyphantes hadzii är en spindelart som beskrevs av Josef Kratochvíl 1934. Troglohyphantes hadzii ingår i släktet Troglohyphantes och familjen täckvävarspindlar. Inga underarter finns listade i Catalogue of Life.